# Hippolyte de Fontmichel
Hippolyte-Honoré-Joseph Court de Fontmichel (* 20. Mai 1799 in Versailles; † 19. Oktober 1874 in Paris) war ein französischer Komponist.
De Fontmichel studierte ab 1819 am Conservatoire de Paris (das zu dieser Zeit den Namen École royale de musique et de déclamation trug).  Er studierte hier bei Victor Dourlen und Louis-Joseph Daussoigne-Mehul Harmonielehre, bei François-Joseph Fétis Kontrapunkt und bei Henri Montan Berton, Jean-François Lesueur und François-Adrien Boieldieu Komposition. Daneben nahm er Unterricht bei Hippolyte Chelard.
1822 erhielt er für die Kantate Geneviève de Brabant den deuxième Second Grand Prix de Rome. Während seines Italienaufenthaltes komponierte er zwei Opern: Amadeo il Grande und I due Forzati. Nachdem die Uraufführung der komischen Oper Le Chevalier de Canolle an der Opéra-Comique ein Misserfolg war, zog sich de Fontmichel nach Grasse zurück, wo er sich der Landwirtschaft widmete.
Hier komponierte er noch mehrere Opernchöre und eine Oper über den Hamlet-Stoff sowie einige Romanzen. Außerdem wirkte er als Organist an der Kathedrale von Grasse und im Couvent de la Visitation und komponierte einige religiöse Werke.
Sein Urenkel Hervé de Fontmichel (* 1936) war lange Jahre Vizepräsident des Regionalrates von Provence-Alpes-Côte d’Azur, Vizepräsident des Generalrates des Départements Alpes-Maritimes und Bürgermeister von Grasse.

## Werke
- Geneviève de Brabant, Kantate
- Amadeo il Grande, Oper
- I due Forzati, Oper
- Il Gitano, Oper
- Le Chevalier de Canolle, Oper
- Amleto, Oper, 1860

| Personendaten    | Personendaten                                |
| ---------------- | -------------------------------------------- |
| NAME             | Fontmichel, Hippolyte de                     |
| ALTERNATIVNAMEN  | Court de Fontmichel, Hippolyte-Honoré-Joseph |
| KURZBESCHREIBUNG | französischer Komponist                      |
| GEBURTSDATUM     | 20. Mai 1799                                 |
| GEBURTSORT       | Versailles                                   |
| STERBEDATUM      | 19. Oktober 1874                             |
| STERBEORT        | Paris                                        |